# Кликово
Кли́ково (рос. Клыково) — присілок у складі Верховазького району Вологодської області, Росія. Входить до складу Нижньо-Вазького сільського поселення.

## Населення
Населення — 32 особи (2010; 32 у 2002).
Національний склад (станом на 2002 рік):
- росіяни — 100 %